# Phyllonorycter aberrans
Espèce
Phyllonorycter aberrans est une espèce américaine de lépidoptères (papillons) de la famille des Gracillariidae.

## Répartition
On trouve Phyllonorycter aberrans aux États-Unis, dans les États de l'Ohio, de Floride, du Kentucky, du Missouri, de l'Arkansas, de Caroline du Sud et du Tennessee.

## Écologie
Les chenilles consomment les plantes du genre Desmodium, particulièrement Desmodium canescens (sv) et Desmodium paniculatum (en). Elles minent les feuilles de leur plante hôte. La mine a la forme d'une tache blanche, avec un épiderme très fin et presque blanc pur, sur le dessus de la feuille.